# Kolonia Daniszów
Kolonia Daniszów – część wsi Walentynów w Polsce, położona w województwie mazowieckim, w powiecie lipskim, w gminie Lipsko.
W latach 1975–1998 Kolonia Daniszów administracyjnie należała do województwa radomskiego.